# قرار مجلس الأمن التابع للأمم المتحدة رقم 1533
قرار مجلس الأمن التابع للأمم المتحدة 1533، المتخذ بالإجماع في 12 آذار / مارس 2004، بعد التذكير بجميع القرارات السابقة بشأن الحالة في جمهورية الكونغو الديمقراطية، أنشأ المجلس لجنة لرصد حظر توريد الأسلحة المفروض على جميع القوات الأجنبية والكونغولية في الشرق من البلاد.

## القرار

### أعمال
وطالب المجلس، بموجب الفصل السابع من ميثاق الأمم المتحدة، جميع الدول بالامتناع عن تقديم الأسلحة والعتاد للجماعات المسلحة العاملة في شرق جمهورية الكونغو الديمقراطية. وطُلب من بعثة الأمم المتحدة في جمهورية الكونغو الديمقراطية مواصلة تفتيش البضائع ومصادرة أي أصناف تنتهك حظر توريد الأسلحة. وطالبت كذلك جميع الأطراف بالسماح بالوصول دون عوائق لأفراد البعثة، وأدان الاستغلال المستمر للموارد الطبيعية الذي يؤجج الصراع في المنطقة. وحثت الدول المجاورة على ضمان عدم تقديم مساعدة عسكرية أو مالية مباشرة للحركات والجماعات المسلحة في البلاد.
وأنشأ القرار لجنة لتقديم ملاحظاتها وتوصياتها بشأن حظر توريد الأسلحة وسبل تحسين فعاليته. وكان على جميع الدول أن تبلغ في غضون 60 يومًا عن الإجراءات التي اتخذتها لتنفيذ الحظر من القرار 1493. في غضون ذلك، طُلب من الأمين العام كوفي أنان تعيين مجموعة تصل إلى أربعة الخبراء، أحدهم خبير الإتجار المعروف كاثي لين أوستن، لجمع وتحليل المعلومات واقتراح طرق للدول لتحسين قدراتها لتنفيذ حظر الأسلحة، لفترة حتى 28 يوليو 2004، مع الحفاظ على تعاون وثيق مع اللجنة.
وطُلب من الممثل الخاص للأمين العام الإبلاغ عن أي حالات تم فيها توريد أسلحة إلى الجماعات المسلحة ووجود قوات أجنبية في جمهورية الكونغو الديمقراطية. أخيرًا، طُلب من المجتمع الدولي التعاون مع اللجنة ومجموعة الخبراء، وتقديم المساعدة للحكومة الكونغولية من أجل السيطرة على حدودها ومجالها الجوي.

## روابط خارجية
- نص القرار في undocs.org
- 1533 Committee website على موقع واي باك مشين (نسخة محفوظة September 17, 2015)